# Stellafane

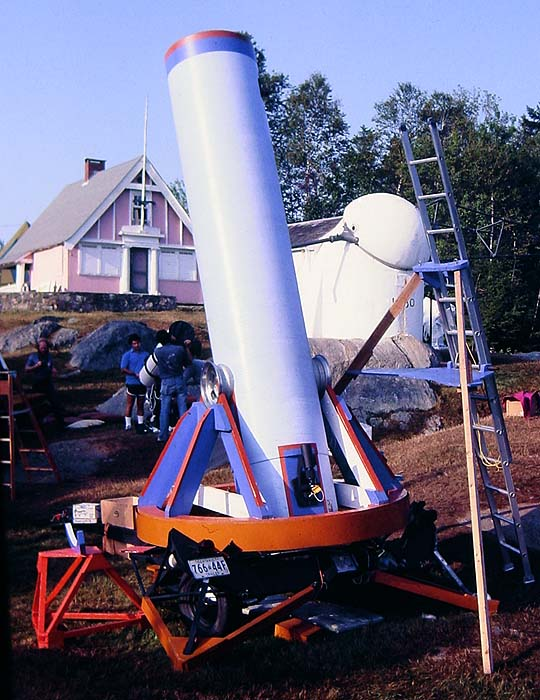
Une Stellafane Convention avec le Stellafane et le télescope tourelle Porter en arrière-plan

Le Stellafane (traduction latine de sanctuaire pour les étoiles) est le nom de l'observatoire construit par le club de Springfield Telescope Makers le 8 août 1926 en haut de la colline de Breezy à Springfield (Vermont). C'est un lieu de rencontre annuelle des constructeurs de télescopes amateurs et astronomes amateurs.

## Histoire
Les Springfield Telescope Makers sont nés d'une réunion chez Russell W. Porter le 12 août 1920. Les membres décident alors de fonder le 7 décembre 1923 un club astronomique qui en 1924 devient le Stellafane, observatoire construit sur un terrain de 120 000 m² appartenant à Porter. En 1926, d'autres bâtiments sont ajoutés comme une salle de réunion, une cuisine ou un atelier. L'observatoire était alors équipé d'un télescope de type Cassegrain, d'une lunette méridienne, d'un télescope solaire et d'un cadran bifilaire. Le site comprend aussi une tourelle télescopique de Porter équipée d'un réflecteur de Newton comportant une monture équatoriale qui a été achevé en 1931.
L'observatoire a été déclaré monument historique national en 1989.

## La Convention

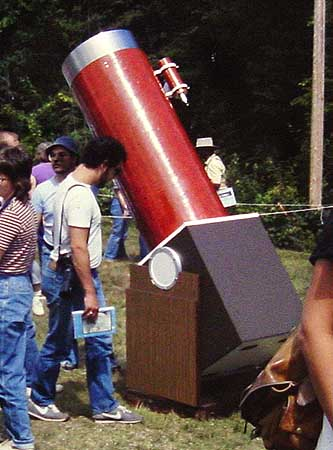
Une Stellafane Convention dans les années 1980

La Stellafane Convention est organisée chaque année dans les bâtiments du club. La première a été lancée par Porter en 1926. Il s'agit pour les constructeurs de télescopes amateurs de comparer leurs inventions et d'échanger des idées. C'est la plus ancienne convention astronomique du monde. 
Des milliers de fabricants de télescopes amateurs du monde entier se réunissent pour partager leurs innovations, participer à des concours et profiter du ciel nocturne. 
La Stellafane Convention est organisée un week-end de nouvelle lune le plus proche possible des Perséides (août). 
Depuis les années 1980, elle a lieu dans une annexe du Stellafane, le Stellafane East, à l'Observatoire McGregor, qui dispose d'un télescope Schupmann (en).

## Hommage
Un astéroïde, le 3140 Stellafane a été nommée en son honneur. 